# Zöld bogyómászó-poloska
A zöld bogyómászó-poloska (Palomena prasina) a rovarok (Insecta) osztályának félfedelesszárnyúak (Hemiptera) rendjébe, a poloskák (Heteroptera) alrendjébe, ezen belül a címerespoloska-alkatúak (Pentatomomorpha) alrendágába és a címeres poloskák (Pentatomidae) családjába tartozó faj.

## Előfordulása
A zöld bogyómászó-poloska Európa középső és déli részein honos, Anglia északi területén, valamint Skandináviában és Finnországban hiányzik. Közép-Európa déli részén nem ritka, a Földközi-tenger környékén gyakori.

## Megjelenése
A zöld bogyómászó-poloska 1-1,4 centiméter hosszú, nagy termetű, élénkzöld színű poloska. Feje lapos, egész teste egyszínű, nem összenyomott, kerülete tompa, szipókája nagyon érzékeny. A zöld bogyómászó-poloska ősszel barna, de áttelelés után, tavasszal zölddé színeződik. A következő nemzedék, amely az ötödik vedlés után válik kifejlett rovarrá, ugyancsak zöld színű, később azonban vörös színanyagok is beépülnek testükbe. Az előhát oldalszegélye elöl enyhén homorú. A második és harmadik csápíze körülbelül azonos hosszúságú. Az állat veszély esetén bűzmirigyeiből maró szagú folyadékot választ ki, amely érzékeny bőrű embereknél allergiás reakciókat idéz elő.

## Életmódja
A zöld bogyómászó-poloska rétek, út- és erdőszélek lakója, de kertekben is megtalálható. Cserjéken, lomblevelű fákon és ernyősvirágzatú növényeken él. A rovar különböző növények nedveit szívogatja.

## Szaporodása
A peterakás és az ivadékgondozás módja a többi címeres poloskáéval megegyező.

## Képek

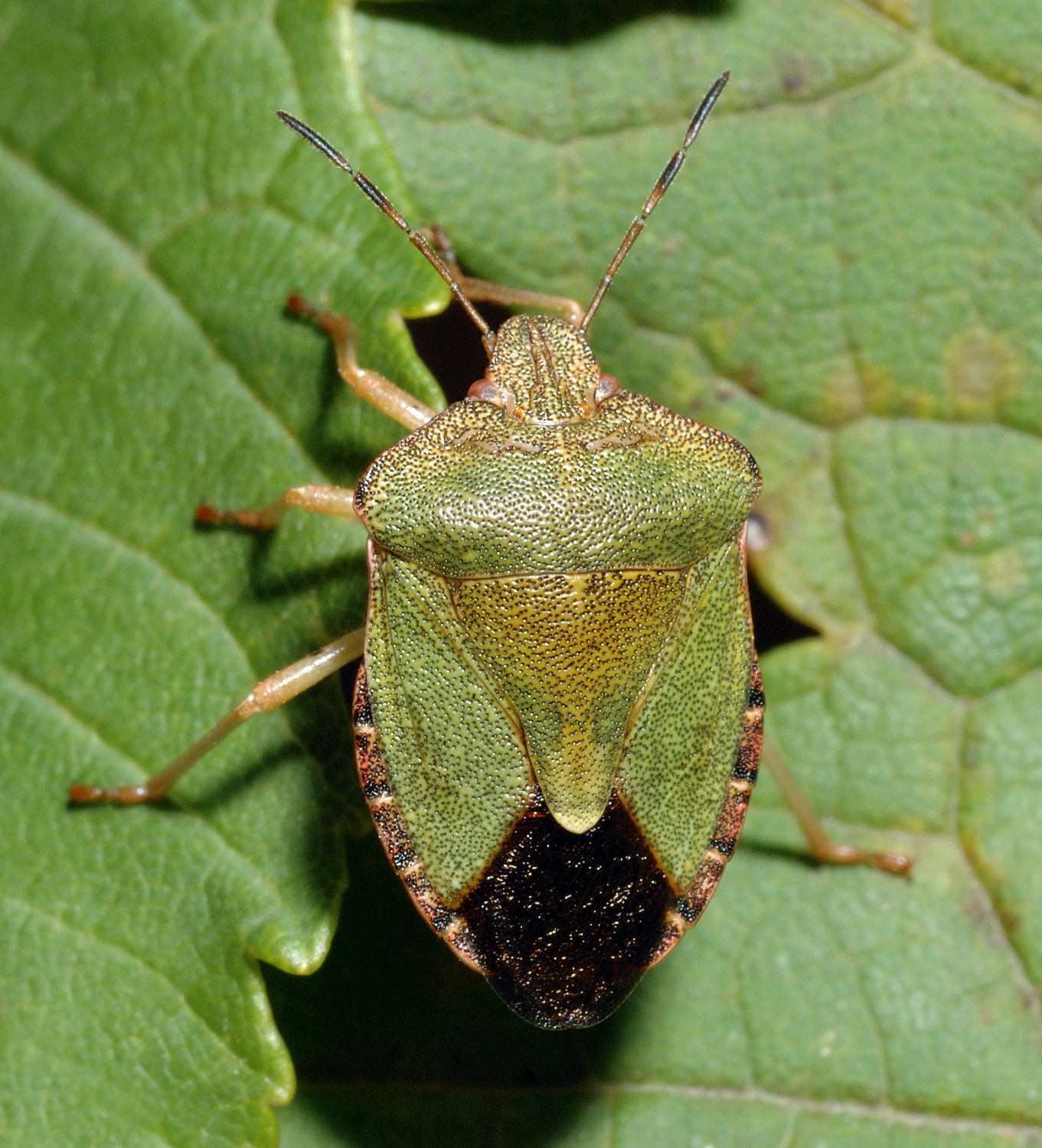
Kifejlett
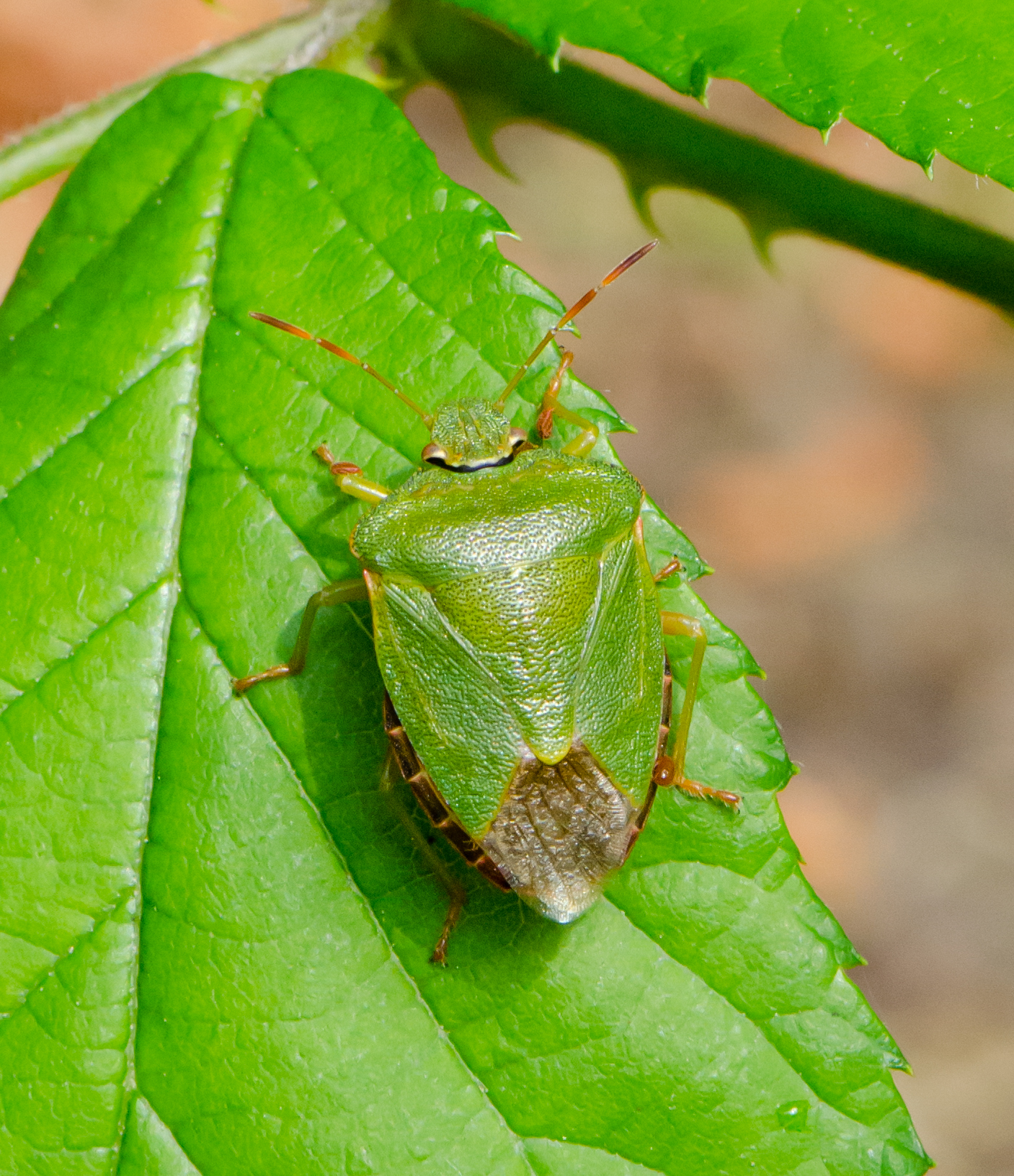
példányok
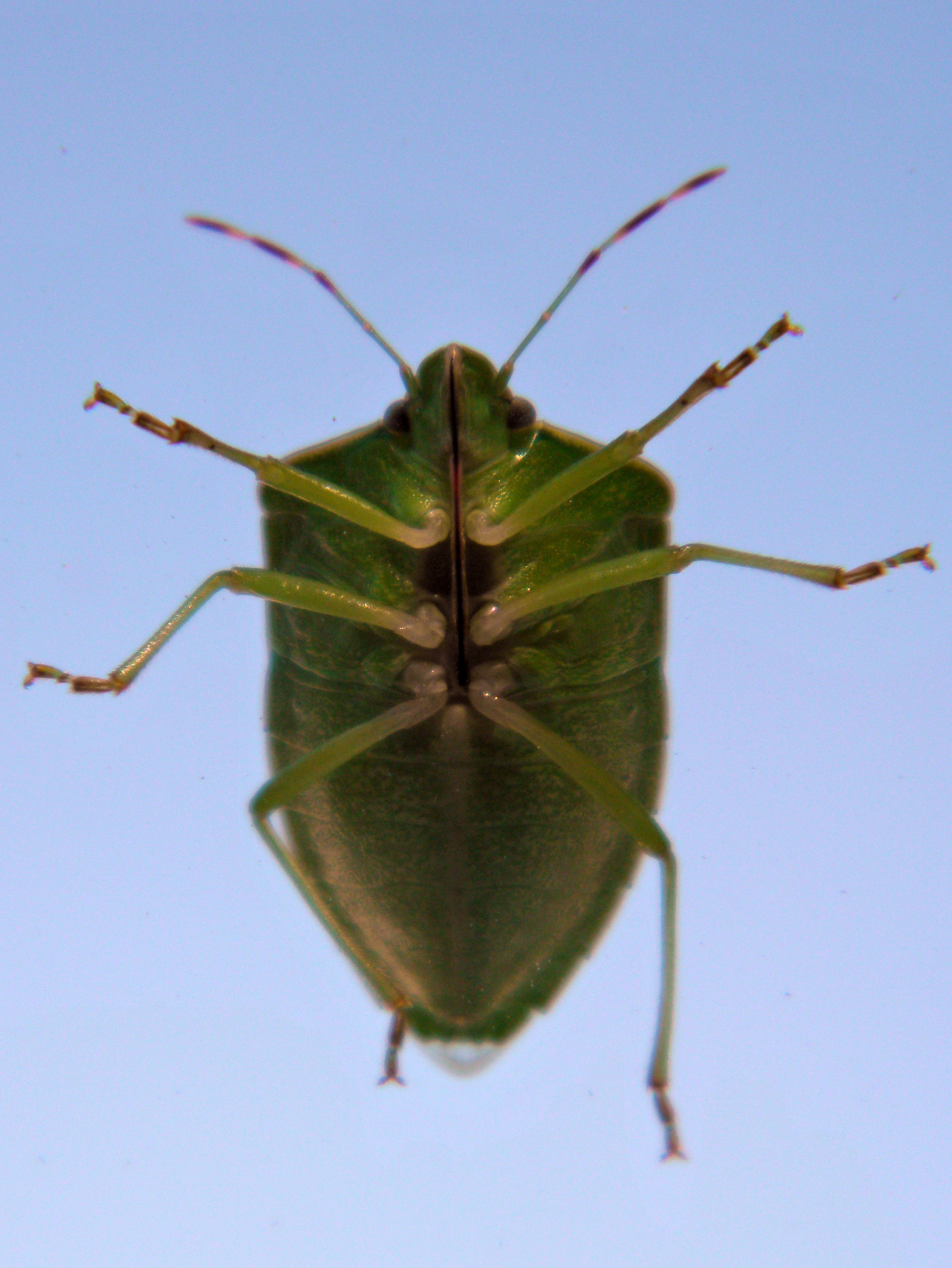
Alulról
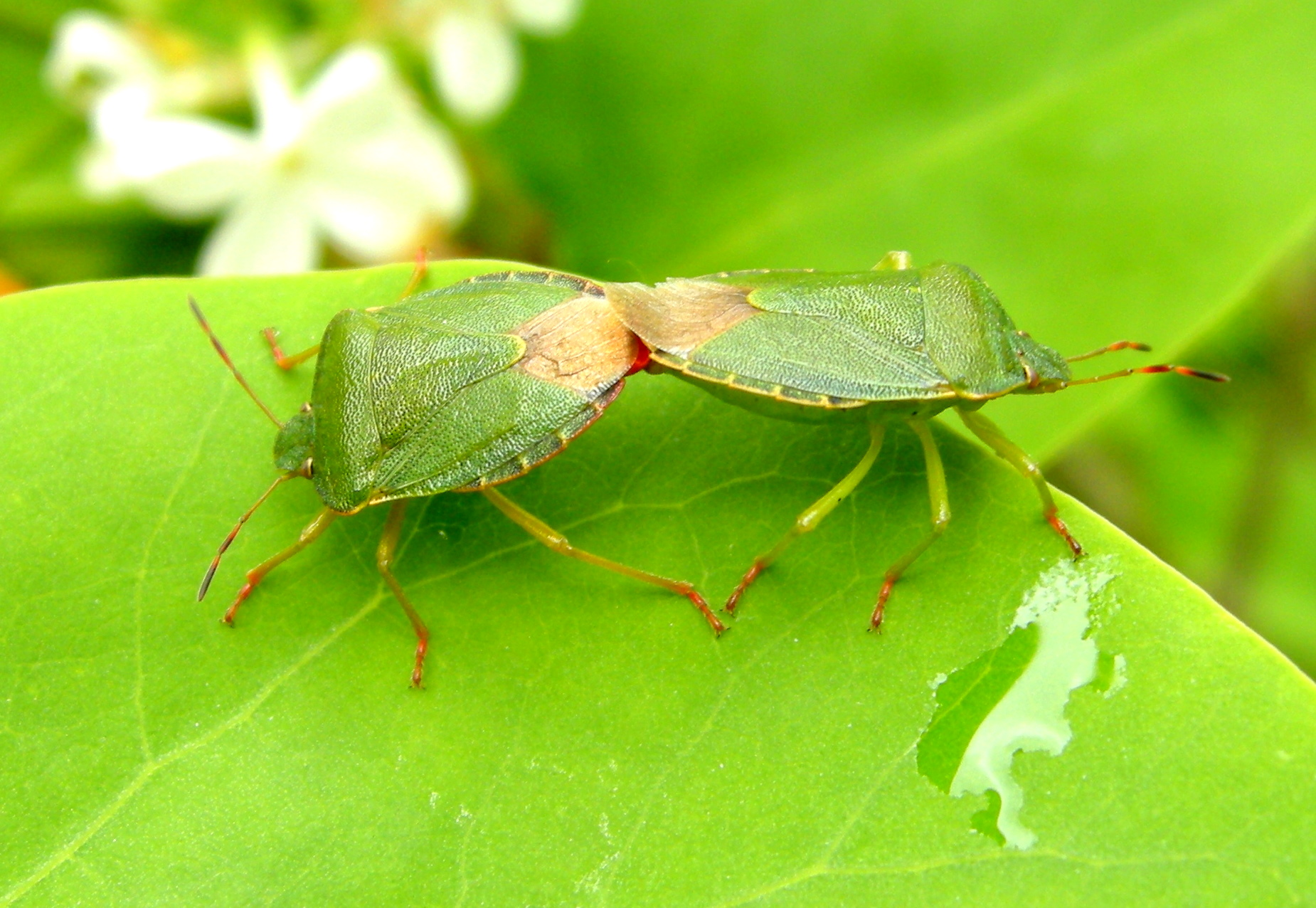
Párosodás közben
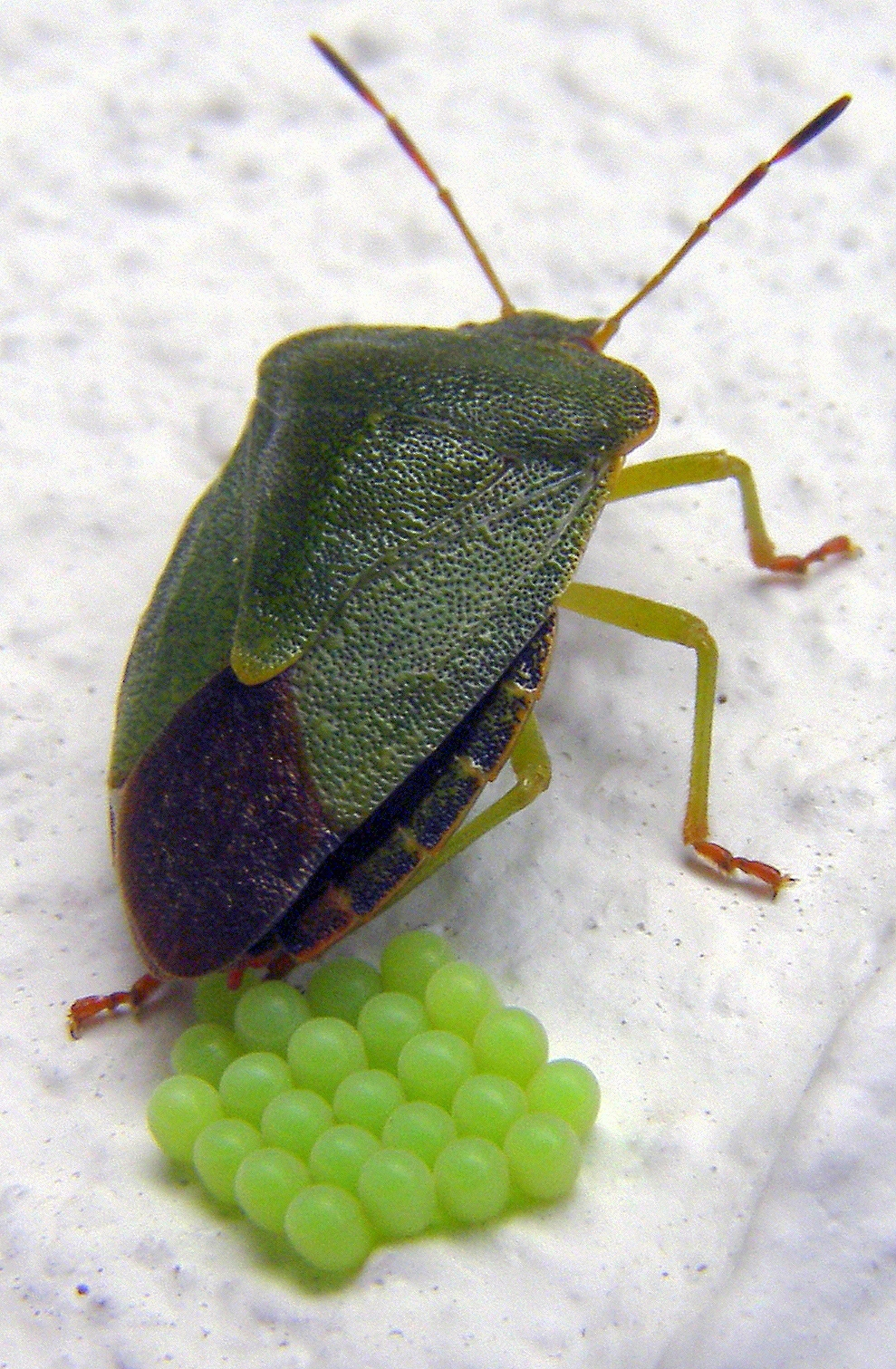
és peterakás közben
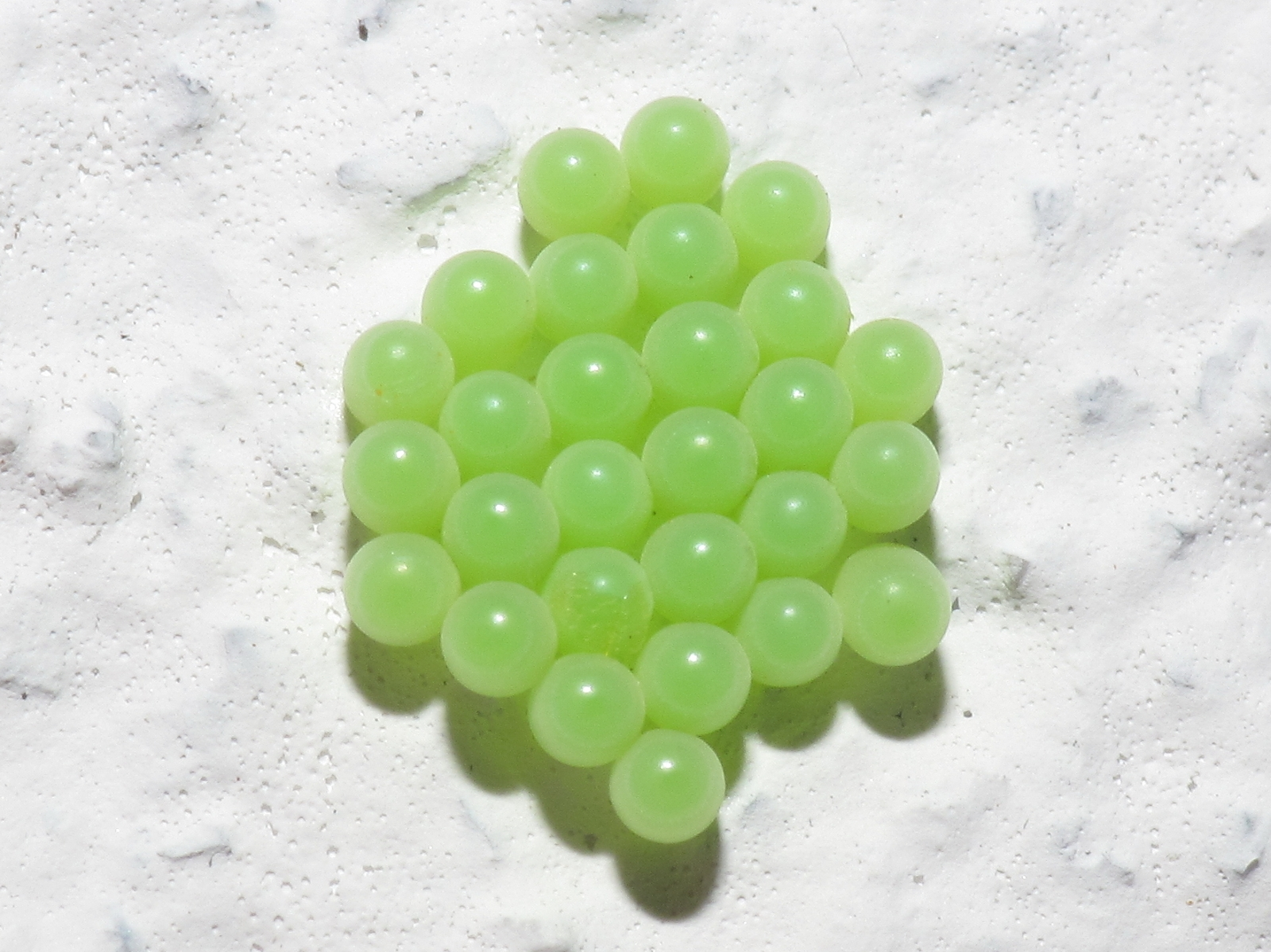
A petéi
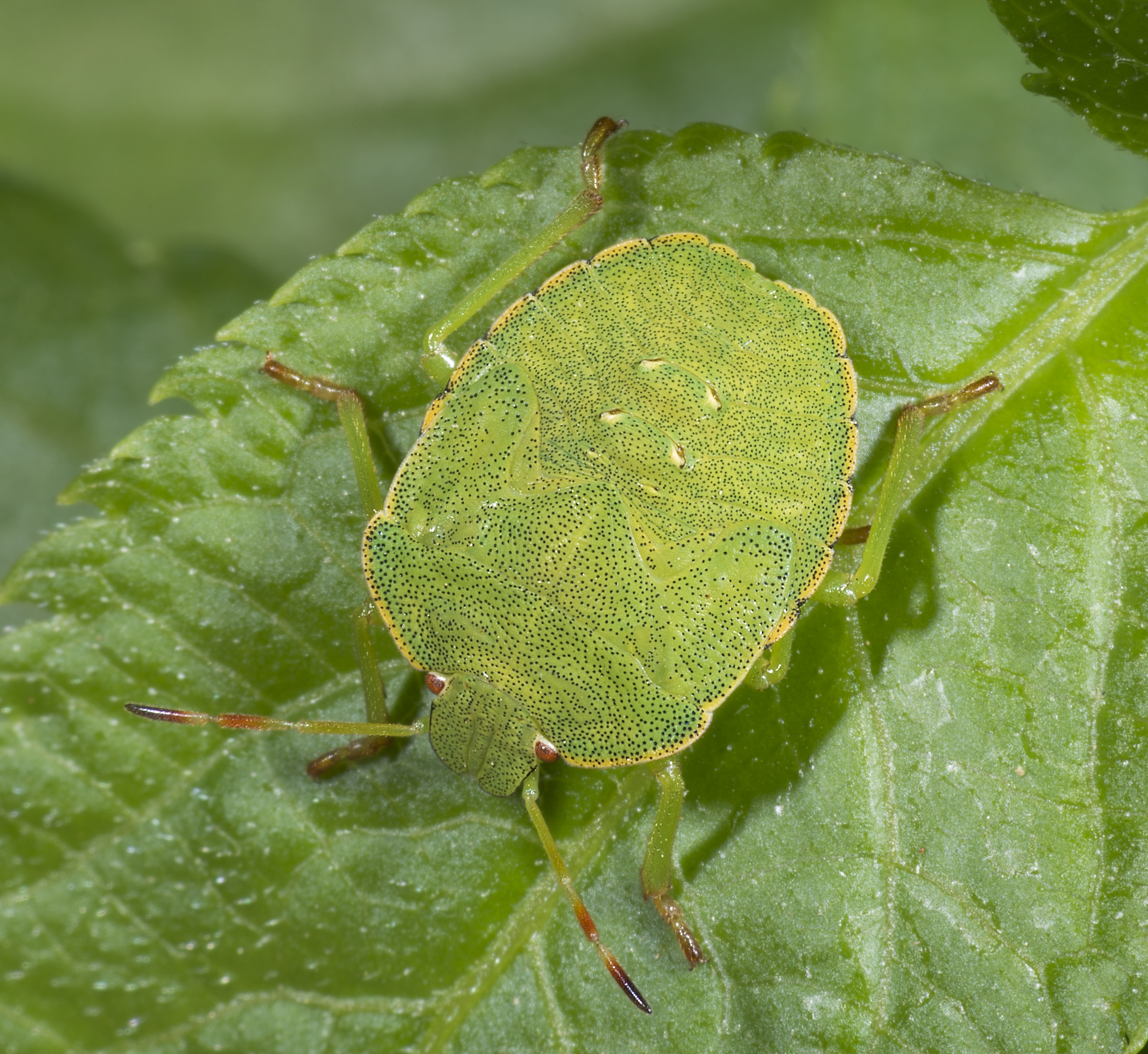
és nimfája

## Hasonló fajok
A Palomena viridissima előháta kissé domborúan hajlott. A második csápíze csaknem kétszer olyan hosszú, mint a harmadik.
A zöld borókapoloska (Pitedia juniperina) pajzsának csúcsa és az előhát sárgás színű.